# Kostel svatého Vavřince (Černovičky)
Kostel svatého Vavřince v Černovičkách, části obce Středokluky v okrese Praha-západ je původně románská stavba z 2. poloviny 12. století. Katastrálně spadá do obce Číčovice. V blízkosti se nachází přírodní památka Čičovický kamýk. Díky přestavbám a stavebním úpravám v průběhu staletí se v kostele mísí prvky románské, gotické a barokní architektury. Je chráněn jako kulturní památka České republiky. O obnovení kulturního dědictví filiálního kostela sv. Vavřince v Černovičkách usilují členové Komunity Chemin Neuf se sídlem v Tuchoměřicích.

## Historie
Původně románský kostel zasvěcený svatému Vavřincovi, ochránci před ohněm, byl vybudován ve 2. polovině 12. století na místě, kde byl v pohanských dobách uctíván Perunův oheň. K výraznějším úpravám kostela došlo ve 14. století. V první polovině tohoto století byla nahrazena románská apsida gotickým presbytářem, v druhé polovině došlo k zazdění okna v severovýchodní stěně kostela. K podstatným změnám došlo v roce 1764, kdy v rámci oprav a rozšíření kostela v barokním slohu vznikla nová sakristie a kruchta.
V průběhu 19. století byla po několika obnovách provedena velká oprava kostela mezi lety 1905 a 1910.
Kostel se hřbitovem a ohradní zdí byl již ve středověku používán jako hřbitovní, což dokládají tři dochované náhrobky. Ve stěně kněžiště je náhrobek z roku 1353 s latinským názvem. Patří pravděpodobně pražskému měšťanu, obchodníku se suknem Budkovi, který byl také patronem kostela a kterému v té době patřila ves Černovičky, původním názvem Černomice. V klenbě kostela je umístěn svorník s jeho erbem. Od počátku 15. století byly Černovičky majetkem rodu Bezdružických z Kolovrat. Druhý, mramorový náhrobek pod hlavním oltářem s nápisem v češtině, patří Vladislavu Bezdružickému z Kolovrat a na Buštěhradě, který zemřel v roce 1575. Třetí náhrobek při jižní zdi kněžiště z roku 1572 náleží panně Kateřině z Martinic a na Okoři, neteři manželky Vladislava Bezdružického.
Na hřbitově poblíž kostela stojí barokní hřbitovní kaple sv. Floriána postavená ve 2. polovině 18. století.

## Popis stavby
Exteriér
Obdélná jednolodní stavba je ukončena pětiboce uzavřeným presbytářem k jehož severovýchodní straně je připojena pseudogotická sakristie. Cihlový presbytář má gotickou křížovou žebrovou klenbu a hrotitá okna s kružbami. Na svorníku je erb Budka z Černomic. Na střeše kostela je umístěn sanktusník.
Interiér
Stěny a klenba presbytáře jsou pokryty původními gotickými malbami ze 14. století. V lodi se nachází nástěnné malby z 1. poloviny 16. století, zobrazující výjevy z Kristových pašijí, sv. Kateřinu a Markétu a pískovcová kazatelna s vytesaným letopočtem 1662. V kněžišti se dochovaly původní sedilia a ve zdi kněžiště gotický sanktuář. Hlavní oltář zdobí obraz od J. V. Hellicha z roku 1858.

## Současnost
Kostel je otevřený každou neděli od 2. června do 30. září od 10:00 do 17:00 hod. Na Dušičky se slouží slavnostní mše. V neděli před svátkem sv. Vavřince (počátkem srpna) se zde v 10 hodin koná poutní bohoslužba. V kostele se konají též koncerty klasické a duchovní hudby a po domluvě lze prostor využít k pořádání výstav ap.

## Galerie

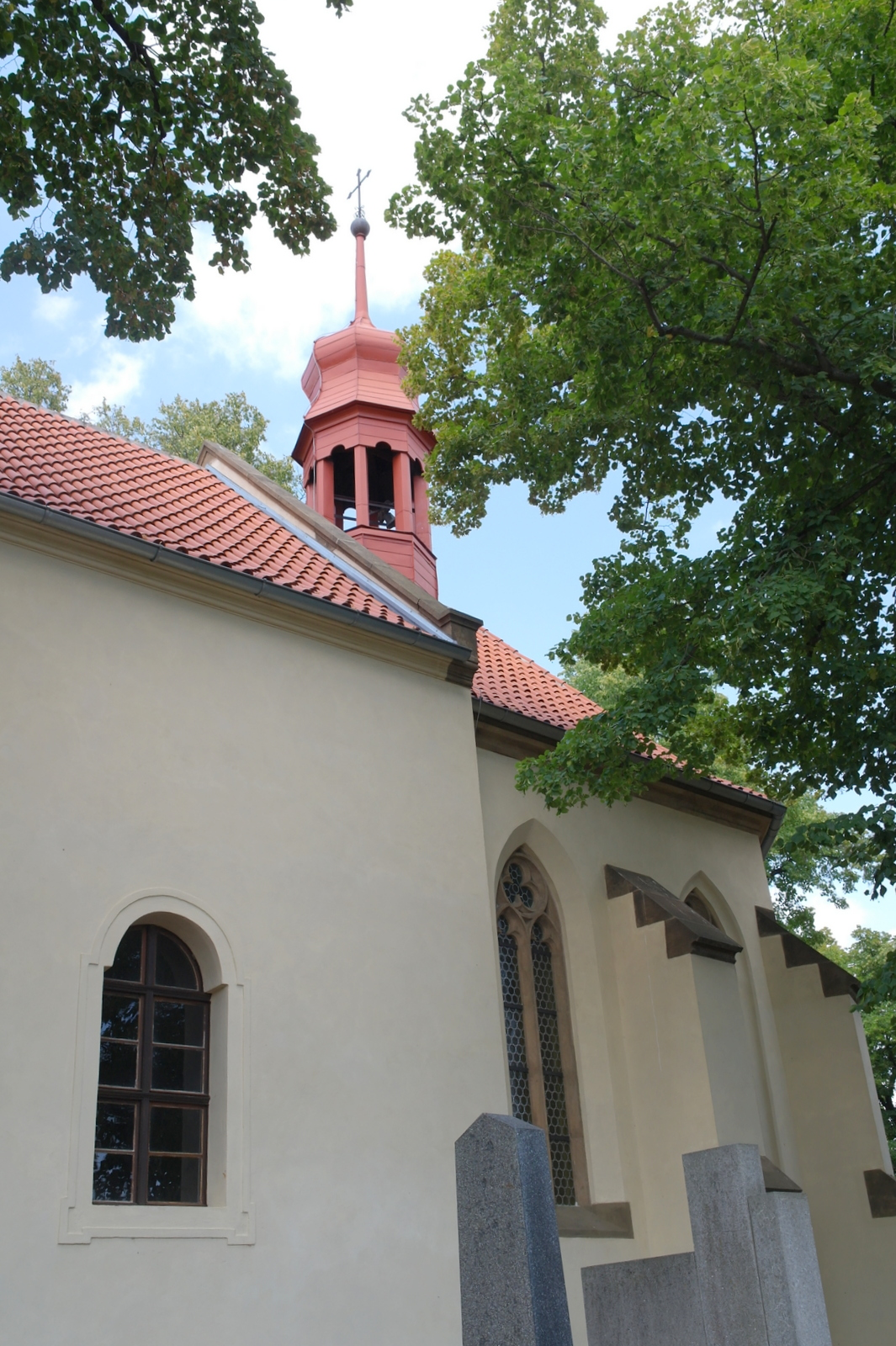
Románská a gotická část kostela sv. Vavřince, Černovičky
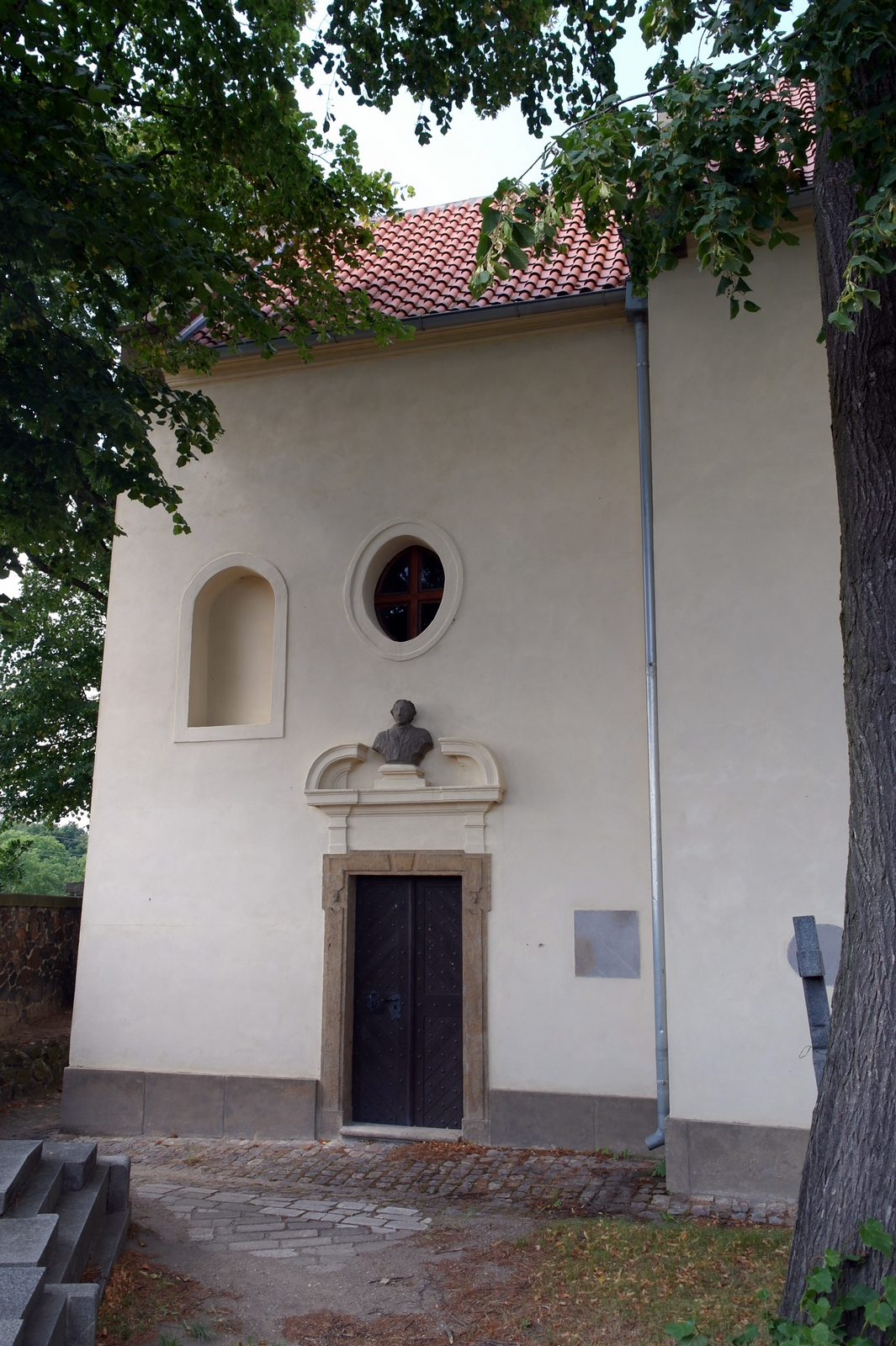
Vchod do kostela
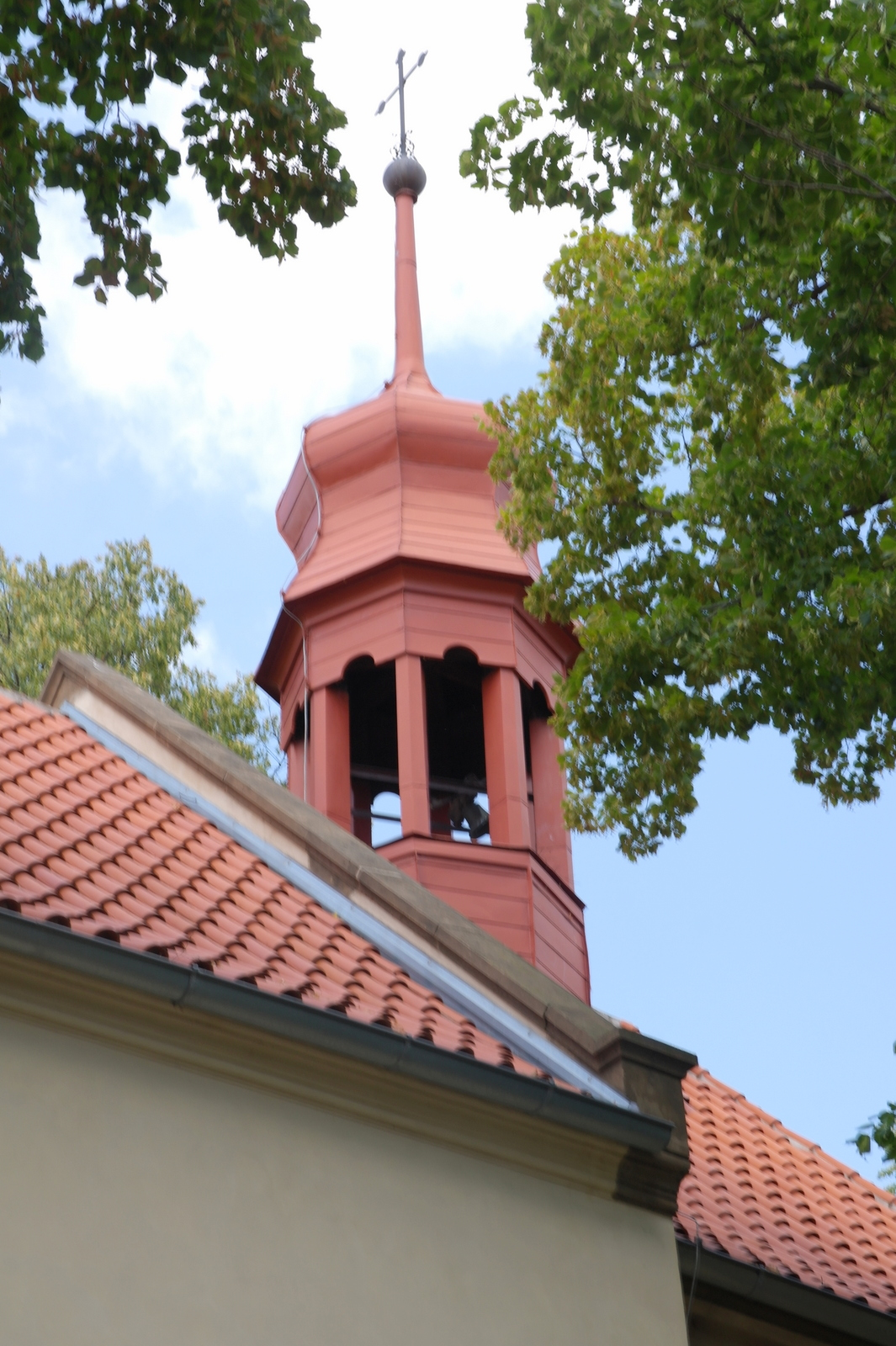
Sanktusník
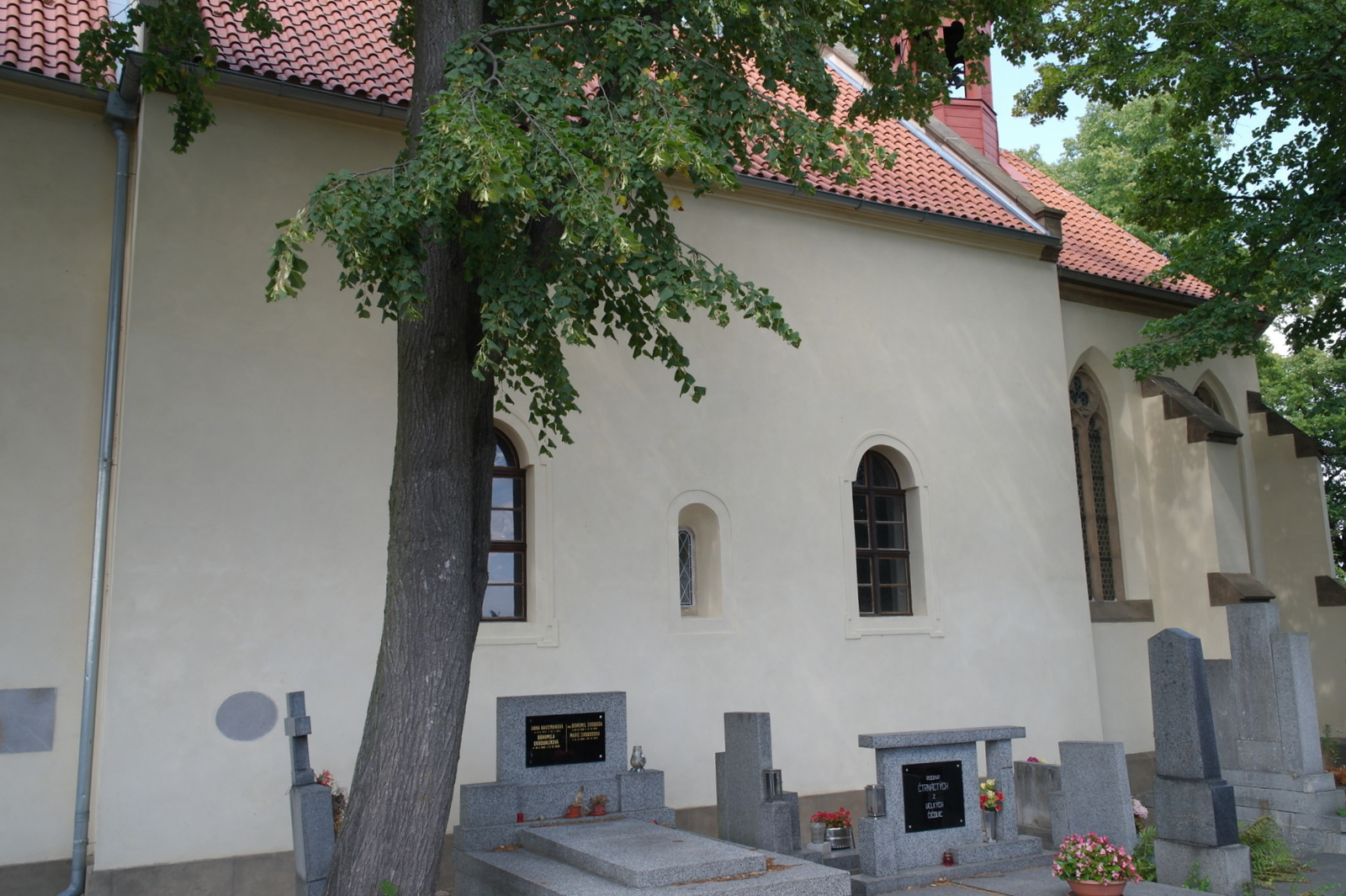
Kostel se hřbitovem (pohled z jihovýchodu)
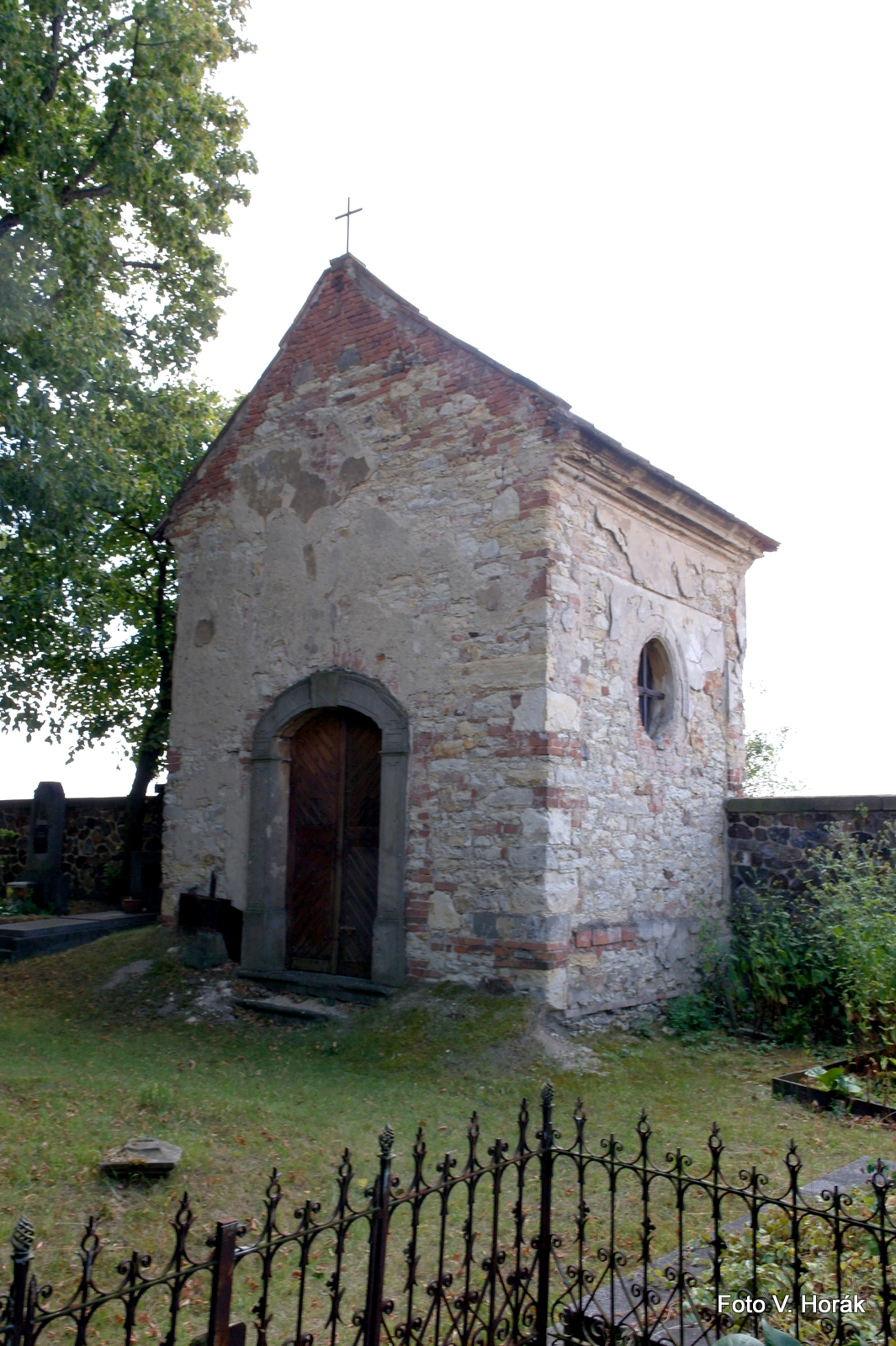
Barokní hrobní kaple sv. Floriána z 2. pol. 18. století